# HTC Universal
HTC Universal（研發代號），是台灣宏達電公司所推出的智慧型手機，全世界首部搭載微軟 Windows Mobile 5的雙模3頻PDA手機，迷你筆電外形，擁有3.6吋VGA翻轉式TFT螢幕，62鍵QWERTY鍵盤，曾堪稱世界最強的PDA手機，全球最迷你的3G中文筆記型電腦。2005年9月於歐洲首度發表。已知客製版本Qtek 9000，Dopod 900，SFR v1640，Vodafone v1640，Vodafone VPA IV，T-Mobile MDA Pro，i-mate JASJAR，O2 Xda Exec，Orange SPV M5000，Grundig GR980，E-Plus PDA IV。

## 技術規格
- 處理器：Intel XScale PXA270 520MHz
- 作業系統：Windows Mobile 5.0 PocketPC Phone Edition
- 記憶體：ROM：128MB，RAM：64MB
- 尺寸：127.7 毫米 X 81 毫米 X 25 毫米
- 重量：285g（含電池）
- 螢幕：VGA 解析度、3.6 吋 TFT-LCD 平面式觸控感應螢幕
- 網路：HSDPA/WCDMA/GSM
- 藍牙：Bluetooth 1.2
- Wi-Fi：IEEE 802.11 b
- 相機：主鏡頭130萬畫素相機，「不」支援自動對焦功能。第二鏡頭30萬畫素
- 擴充：支援MMC/SDIO介面記憶卡
- 電池：1620mAh充電式鋰或鋰聚合物電池

## 外部連結
- HTC（页面存档备份，存于）
- Qtek
- Dopod